# Forma słownikowa
Forma słownikowa, także: forma hasłowa, lemma, lemat, hasło – ta spośród form gramatycznych wyrazu odmiennego, która jest tradycyjnie wykorzystywana w słownikach i reprezentuje tam w nagłówku artykułu hasłowego cały wyraz ze wszystkimi jego formami. Forma ta stanowi niejako „umowną etykietę zbioru form” i decyduje o umiejscowieniu artykułu hasłowego w słowniku.
Wybór formy słownikowej bywa ustalony tradycją i różni się w zależności od języka.
Forma słownikowa bywa zwykle traktowana przez osoby uczące się języka obcego jako podstawowa, tj. taka, w której przyswajane są nowe wyrazy i od której tworzy się pozostałe formy odmiany.

## Przykłady form słownikowych w niektórych językach

### Rzeczowniki
- język polski: mianownik liczby pojedynczej[10][2]
- łacina: mianownik liczby pojedynczej, uzupełniony formą dopełniacza liczby pojedynczej, np. miles (militis) „żołnierz (żołnierza)”[11]

### Czasowniki
- język polski: bezokolicznik[10][2]
- łacina: pierwsza osoba liczby pojedynczej czasu teraźniejszego, uzupełniona formami bezokolicznika, pierwszej osoby l. poj. czasu perfectum oraz supinum, np. taceo (tacere, tacui, tacitum) „milczę (milczeć, zamilkłem, aby zamilknąć)”[2][11]
- greka: pierwsza osoba liczby pojedynczej czasu teraźniejszego, choć istnieją słowniki stosujące tu bezokolicznik[2]

### Przymiotniki
- język polski: mianownik liczby pojedynczej rodzaju męskiego[2]

## Problemy
Zdarza się, że w danym języku istnieją wyrazy nieużywane bądź rzadko używane w tej akurat formie, która tradycyjnie pełni rolę słownikowej (np. polskie rzeczowniki sanie, nożyce – nie mają liczby pojedynczej, przymiotniki ciężarna, dojna – w zasadzie nie występują w rodzaju męskim itp.), stanowią one jednak zawsze stosunkowo małą grupę. W przypadku słowników historycznych czy dialektalnych istnieje niebezpieczeństwo utworzenia form sztucznych albo wręcz błędnych, ponieważ np. polski bezokolicznik jest formą rzadko używaną i może nie występować w zabytkach językowych bądź zapisach tekstów gwarowych.
Ponadto tradycyjna forma słownikowa nie zawsze pozwala ustalić sposób odmiany wyrazu, np. w języku japońskim forma twierdząca czasownika, używana jako słownikowa, nie wskazuje, czy należy on do klasy samogłoskowej (jap. ichidan) czy spółgłoskowej (jap. godan), podczas gdy forma przecząca jest pod tym względem w pełni jednoznaczna. Podobnie sprawa ma się z polskim bezokolicznikiem, w którym zatarciu ulega struktura czasownika i typ koniugacyjny (np. umieć – umie, szaleć – szaleje, widzieć – widzi, słyszeć – słyszy, mieć – ma, gdzie identycznemu zakończeniu bezokolicznika -eć odpowiadają różne typy odmiany).